# Hemicordulia cyclopica
Hemicordulia cyclopica är en trollsländeart som beskrevs av Maurits Anne Lieftinck 1942. Hemicordulia cyclopica ingår i släktet Hemicordulia och familjen skimmertrollsländor. Inga underarter finns listade i Catalogue of Life.